# 올리벤사

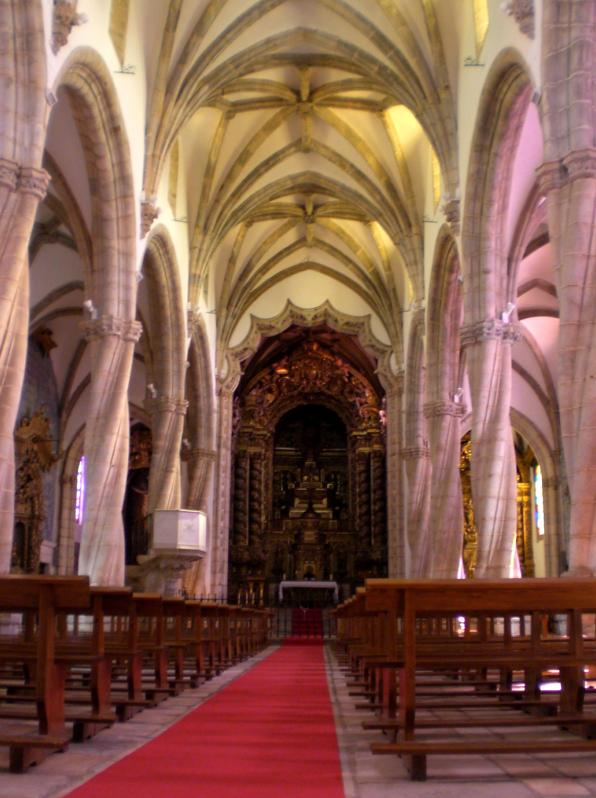
올리벤사 산타마리아 마달레다 성당

올리벤사(스페인어: Olivenza, 포르투갈어: Olivença)는 스페인 에스트레마두라 지방의 주인 바다호스 주에 있는 도시이다. 현재 스페인이 실효적으로 지배하고 있지만, 포르투갈이 이 도시의 영유권을 주장하고 있다.
1297년 포르투갈의 도시가 되었지만 1801년 오렌지 전쟁을 통해 이 도시의 주권이 스페인에 넘어가게 된다. 1815년 포르투갈이 빈 회의에서 올리벤사의 반환을 요구했고 그로 인해 스페인과 포르투갈은 올리벤사의 영유권을 주장하고 있다.